# Viktor Tsoi
Viktor Robertovich Tsoi (em russo: Виктор Робертович Цой; Leningrado, 21 de junho de 1962 – Tukums, 15 de agosto de 1990) foi um cantor, compositor e ator soviético que foi cofundador do Kino, uma das bandas mais populares e musicalmente influentes da história da música russa.
Nascido e criado em Leningrado (hoje São Petersburgo), Tsoi começou a escrever canções quando era adolescente. Ao longo de sua carreira, Tsoi contribuiu com uma infinidade de obras musicais e artísticas, incluindo dez álbuns. Depois que Kino apareceu e se apresentou no filme soviético Assa, de 1987, a popularidade da banda aumentou, desencadeando um período conhecido como "Kinomania" e levando Tsoi ao papel principal no filme de arte new wave cazaque de 1988, The Needle. Em 1990, após seu show de alto nível no Estádio Luzhniki, Tsoi se mudou brevemente para a Letônia com o colega de banda Yuri Kasparyan para trabalhar no próximo álbum da banda. Dois meses após o concerto, Tsoi morreu em um acidente de carro.   
Ele é considerado um dos pioneiros mais importantes do rock na Rússia e é creditado por popularizar o gênero em toda a União Soviética. Ele mantém seguidores devotos em toda a antiga União Soviética, onde é conhecido como uma das pessoas mais influentes e populares na história da música russa.
Viktor Tsoi tornou-se popular ao combinar sua música e letras com filosofia. 

## Biografia
Viktor Robertovich Tsoi nasceu em 21 de junho de 1962, em uma maternidade na Rua Kuznetsovskaya, em Leningrado. Ele era o único filho de Valentina Vasilyevna Tsoi (nascida Guseva), uma professora russa, e Robert Maximovich Tsoi, um engenheiro soviético-coreano de Qyzylorda, Cazaquistão, onde seus pais coreanos foram exilados após a deportação de coreanos na União Soviética por Stalin em 1937.   A ascendência coreana da família pode ser rastreada até Songjin, Hamgyong, Coreia (atual Kimchaek, Coreia do Norte), onde o bisavô de Viktor, Choi Yong-nam, nasceu em 1893.  Seu clã coreano é o clã Wonju Choe (원주최씨). 
Tsoi cresceu nas proximidades do Parque da Vitória Moskovsky. A família vivia na notável "casa do general" na esquina da Avenida Moskovsky e da Rua Basseynaya (o edifício é agora um monumento arquitetônico).  Durante algum tempo, Tsoi estudou numa escola próxima, na Rua Frunze, onde sua mãe trabalhava. 
De 1974 a 1977, Tsoi frequentou uma escola secundária de arte, onde foi membro da banda Palata N°6 (em russo: Палата № 6).  A partir de 1977, ele frequentou a Escola de Arte Serov, até ser expulso em 1979 por mau desempenho.  Posteriormente, frequentou a SGPTU-61, uma escola profissional secundária da cidade, onde estudou para se tornar entalhador em madeira.  Na juventude, ele era fã de Mikhail Boyarsky e Vladimir Vysotsky, e mais tarde de Bruce Lee, a partir de quem começou a modelar sua imagem.   Ele gostava de artes marciais e frequentemente lutava "em chinês" com seu colega de banda Yuri Kasparyan. 

### Início do Kino
No Leningrad Rock Club, Tsoi tocou como artista solo apoiado por membros da banda Akvarium. As letras e a música de Tsoi impressionaram a multidão. No verão de 1981, Tsoi, Rybin e Oleg Valinsky formaram a banda Garin i giperboloydy (em russo: Гарин и Гиперболоиды). O nome era uma homenagem ao clássico romance russo The Garin Death Ray de Aleksej Tolstoj. No outono do mesmo ano, a banda foi admitida como membro do Leningrad Rock Club. Pouco tempo depois, Valinsky foi convocado para o exército, deixando apenas Tsoi e Rybin, que renomearam a banda para Kino. Kino começou a gravar seu álbum de estreia na primavera de 1982. 

### Primeiros álbuns
Kino começou a gravar seu álbum de estreia, 45, na primavera de 1982 no estúdio de Andrei Tropillo. Membros do Aquarium também participaram da gravação, com Boris Grebenshchikov dirigindo o álbum. No verão, o álbum estava completamente concluído. Sua duração foi de 45 minutos, após isso o álbum foi nomeado 45. O álbum teve alguma distribuição e Kino se apresentou em muitos shows em apartamentos em Moscou e Leningrado. 
Em 19 de fevereiro de 1983, ocorreu um concerto conjunto com Kino e Akvarium. Após o show, Yuri Kasparyan foi convidado para se juntar à banda como guitarrista. Na primavera, Rybin deixou Kino devido a desentendimentos com Tsoi. Tsoi e Kasparyan passaram o verão ensaiando juntos. Como resultado, Kino gravou o álbum 46, que foi inicialmente pensado como uma demo para Nachalnik Kamchatki (em russo: Начальник Камчатки). 46 foi amplamente distribuído e considerado um álbum completo. No outono de 1983, Tsoi foi para um hospital psiquiátrico em Pryazhka, onde passou um mês e meio. Como resultado, Tsoi não foi recrutado para o exército.  Depois de receber alta do hospital psiquiátrico, ele escreveu a música "Trankvilizator" (em russo: Транквилизатор). 
"Peremen! ("Eu quero mudanças"), interpretada pela primeira vez por Tsoi no verão de 1986, rapidamente se tornou uma importante canção política, uma personificação do espírito da Perestroika. Continua sendo uma canção política poderosa, usada com destaque durante os protestos bielorrussos de 2020–2021. 

### Ascensão à fama
1987 foi um ano marcante para Kino. O lançamento de seu 6º álbum Gruppa Krovi (em russo: Группа крови) desencadeou o que então era chamado de "Kinomania". O clima político aberto sob a glasnost permitiu que Tsoi fizesse Gruppa Krovi, seu álbum mais político, mas também lhe permitiu gravar um som musical que ninguém antes dele havia sido capaz de tocar. A maioria das faixas do álbum era dirigida aos jovens da União Soviética, pedindo que eles assumissem o controle e fizessem mudanças na nação; algumas das músicas abordavam os problemas sociais que assolavam a nação. O som e as letras do álbum fizeram de Tsoi um herói entre a juventude soviética e de Kino a banda de rock mais popular de todos os tempos. Nas diversas repúblicas soviéticas, os fãs também traduziram suas letras originalmente russas para suas línguas nativas. 
Nos anos seguintes, Tsoi apareceu em vários filmes de sucesso e também viajou para os Estados Unidos para promover seus filmes em festivais de cinema. Vários outros álbuns foram lançados, mas seus temas eram mais uma vez majoritariamente políticos, aumentando ainda mais a popularidade da banda. Embora Tsoi fosse uma grande estrela, ele ainda vivia uma vida relativamente comum. Ele manteve seu antigo emprego na sala da caldeira de um prédio de apartamentos, chamado Kamchatka, que atualmente é um museu/clube dedicado ao cantor. O fato de ele trabalhar em uma caldeira surpreendeu muitas pessoas. Tsoi disse que gostava do trabalho e que também precisava do dinheiro para sustentar a banda, já que eles ainda não recebiam apoio do governo e seus álbuns eram copiados e distribuídos pelo país via magnitizdat gratuitamente. Isso tornou Tsoi ainda mais popular entre as pessoas, porque mostrava que ele tinha os pés no chão e que elas podiam se identificar com ele. Ele também fez uma turnê em 1988-1989 pela Itália, França e Dinamarca. O melhor momento de Kino veio em 1990 com um show no Estádio Luzhniki, em Moscou; 62.000 fãs lotaram as arquibancadas para celebrar o triunfo do grupo de rock de maior sucesso da URSS. Foi também uma das quatro vezes em que a Chama Olímpica Luzhniki foi acesa. 

### Aparições em filmes
Em 1987, a banda Kino, junto com outras bandas de rock russas, apareceu como eles próprios em Assa (em russo: Асса), um filme de Sergei Solovyov . No entanto, o filme como um todo não tem nada a ver com rock, e Kino simplesmente faz uma aparição no final.[carece de fontes?]
Em 1988, Viktor Tsoi estrelou como protagonista em The Needle (em russo: Игла), dirigido por Rashid Nugmanov e escrito por Aleksandr Baranov e Bakhyt Kilibayev. A trama é centrada no personagem Moro, que retorna a Almati, no Cazaquistão, para cobrar o dinheiro que lhe é devido. Enquanto espera um atraso inesperado, ele visita sua ex-namorada Dina e descobre que ela se tornou viciada em morfina. Ele decide ajudá-la a parar e lutar contra a máfia local das drogas, responsável por sua condição. Mas Moro encontra um oponente mortal no “doutor”, o chefão da máfia que está explorando Dina. Tsoi foi indicado ao prêmio por seu papel no filme.  A trilha sonora do filme, incluindo músicas originais da banda Kino de Tsoi, contribui para o clima geral do filme, além do uso de reviravoltas pós-modernas e cenas surreais. O filme foi lançado oficialmente em fevereiro de 1989 na União Soviética. 

## Carreira
Tsoi começou a escrever músicas aos 17 anos. Nas décadas de 1970 e 1980, o rock era um movimento underground limitado principalmente a Leningrado; as estrelas pop de Moscou, apoiadas pelo estado soviético, dominavam as paradas e recebiam a maior exposição da mídia. No entanto, a música rock não era popular entre o governo, e as bandas de rock recebiam pouco ou nenhum financiamento e tinham pouca exposição na mídia. O Leningrad Rock Club era um dos poucos lugares públicos onde bandas de rock tinham permissão para se apresentar. 
No final da década de 1970 e início da década de 1980, Tsoi era amigo próximo de Alexei Rybin. Rybin, membro da banda de hard rock Piligrimy (em russo: Пилигримы), e Tsoi, que tocou baixo no grupo Palata N°6 (em russo: Палата № 6), se conheceram na casa de Andrei "Svin" Panov, em cujo apartamento pessoas e músicos frequentemente se reuniam, e também onde sua própria banda punk Avtomaticheskie udovletvoriteli ensaiava. Nessa época, Tsoi começou a apresentar as músicas que compôs em festas. 
Tsoi e Rybin, como membros do Автоматические удовлетворители (Avtomaticheskie udovletvoriteli), foram a Moscou e tocaram punk-rock metal nos shows underground de Artemy Troitsky. Durante uma apresentação semelhante em Leningrado, por ocasião do aniversário de Andrei Tropillo, Tsoi e Rybin conheceram Boris Grebenshchikov. Mais tarde, após um concerto solo de Grebenshchikov, eles se encontraram e Tsoi tocou duas de suas canções para ele.  Grebenshchikov, que já era um músico relativamente estabelecido na cena underground de Leningrado, ficou muito impressionado com o talento de Tsoi e o ajudou a montar sua própria banda. 

## Morte

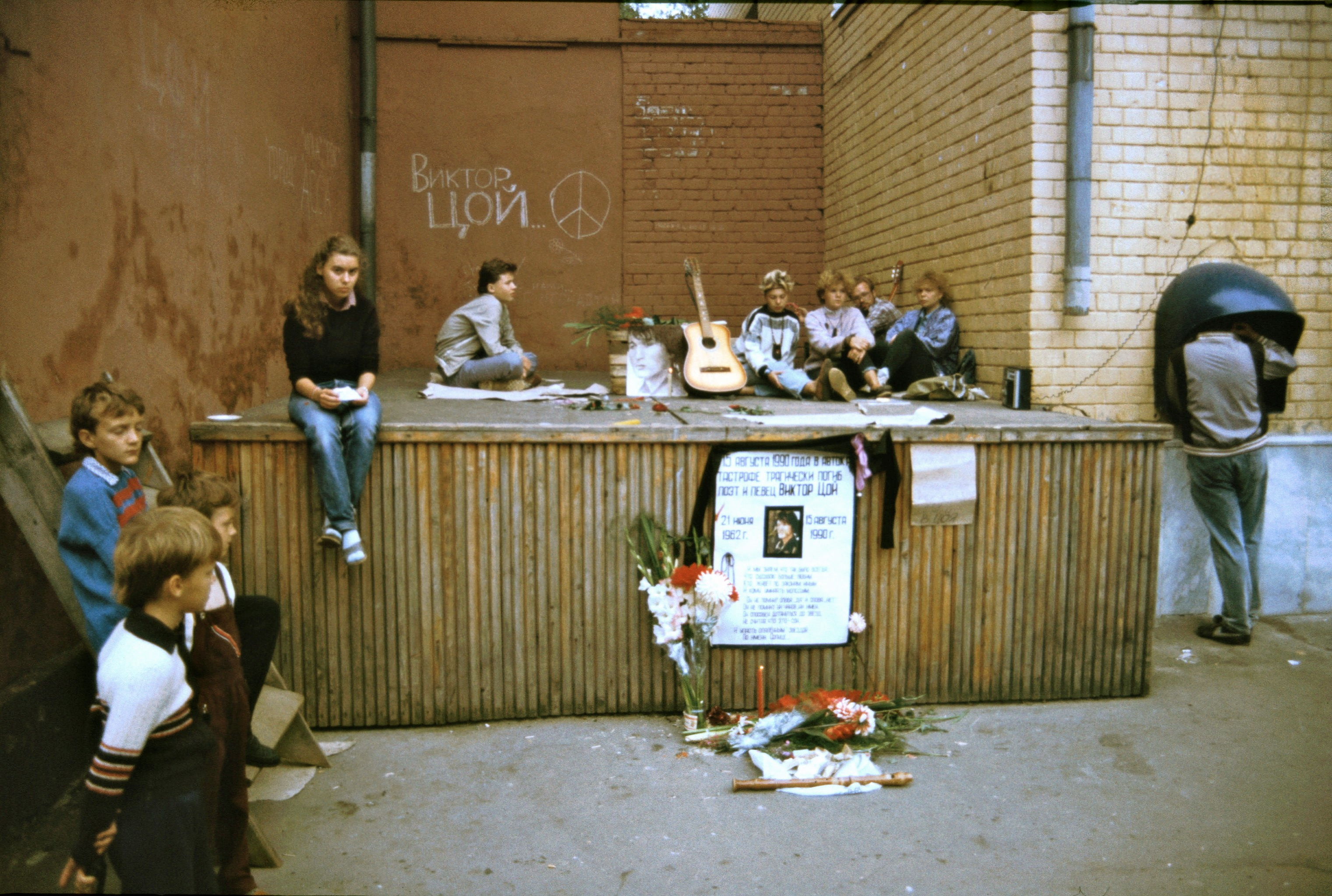
Fãs de Tsoi em luto em Leningrado

Em 15 de agosto de 1990, na Letônia, Tsoi dirigia na rodovia Sloka–Talsi, perto de Tukums e Engure. Às 12:28, Tsoi morreu em um acidente de carro. A investigação concluiu que Tsoi adormeceu enquanto conduzia, possivelmente devido à fadiga;    e que não havia consumido álcool durante pelo menos 48 horas antes da sua morte.  No momento em que adormeceu, Tsoi estava dirigindo a uma velocidade de pelo menos 100km/h, fazendo com que seu Moskvitch-2141 azul escuro  virasse na faixa contrária e colidisse com um ônibus Ikarus 250, a 35km da rodovia de Sloka.  Tsoi foi declarado morto no local. Embora o motorista do ônibus e o veículo não tenham ficado gravemente feridos ou danificados, o carro de Tsoi ficou completamente destruído a ponto de um de seus pneus nunca ter sido encontrado. 

A morte de Viktor Tsoi foi um choque para muitos fãs, com alguns até cometendo suicídio.  Em 17 de agosto, o Komsomolskaya Pravda, um dos principais jornais soviéticos, disse o seguinte sobre Tsoi e seu significado para a juventude da nação:
Tsoi significa mais para os jovens da nossa nação do que qualquer político, celebridade ou escritor. Isso ocorre porque Tsoi nunca mentiu e nunca se vendeu. Ele foi e continua sendo ele mesmo. É impossível não acreditar nele... Tsoi é o único roqueiro que não tem diferença entre sua imagem e sua vida real, ele viveu do jeito que cantou... Tsoi é o último herói do rock. 
Em 19 de agosto, ele foi enterrado em um caixão fechado no Cemitério Bogoslovskoe, em Leningrado. Milhares de pessoas compareceram ao funeral. 
Kasparyan partiu para Leningrado antes da colisão, com uma fita contendo a única gravação dos vocais de Tsoi para o próximo álbum da banda. Os membros restantes do Kino finalizaram e lançaram o Black Album em dezembro. Mais tarde, tornou-se um dos álbuns mais populares da banda. 

## Vida pessoal
Viktor morava com sua esposa, Marianna Tsoi, e seu filho Alexander (nascido em 1985). A sala da caldeira do prédio de apartamentos onde ele trabalhava era apelidada de "Kamchatka" e que agora é o local de um museu e clube de rock dedicado a Tsoi.  Ele também trabalhou anteriormente em Kiev, na República Socialista Soviética da Ucrânia, mas depois que as autoridades descobriram que ele estava trabalhando ilegalmente, ele foi enviado para Moscou. 
Durante as filmagens de Assa, Tsoi conheceu Natalia Razlogova, assistente do diretor. Mais tarde, Tsoi se apaixonou por Razlogova e se separou de Marianna. No entanto, eles não se divorciaram, por causa de seu filho, Alexander Tsoi. 

## Legado

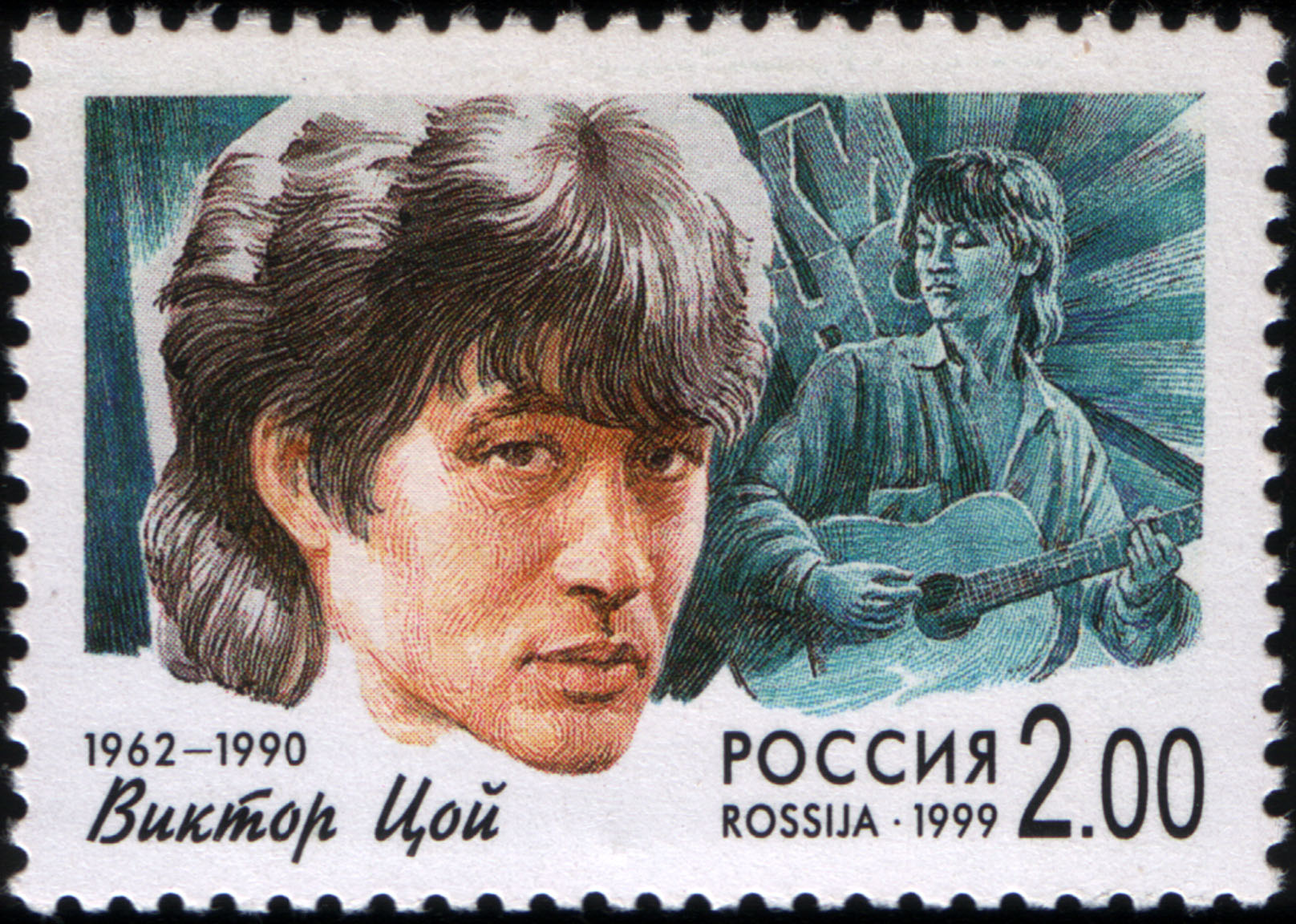
Selo russo dedicado a Viktor Tsoi, 1999

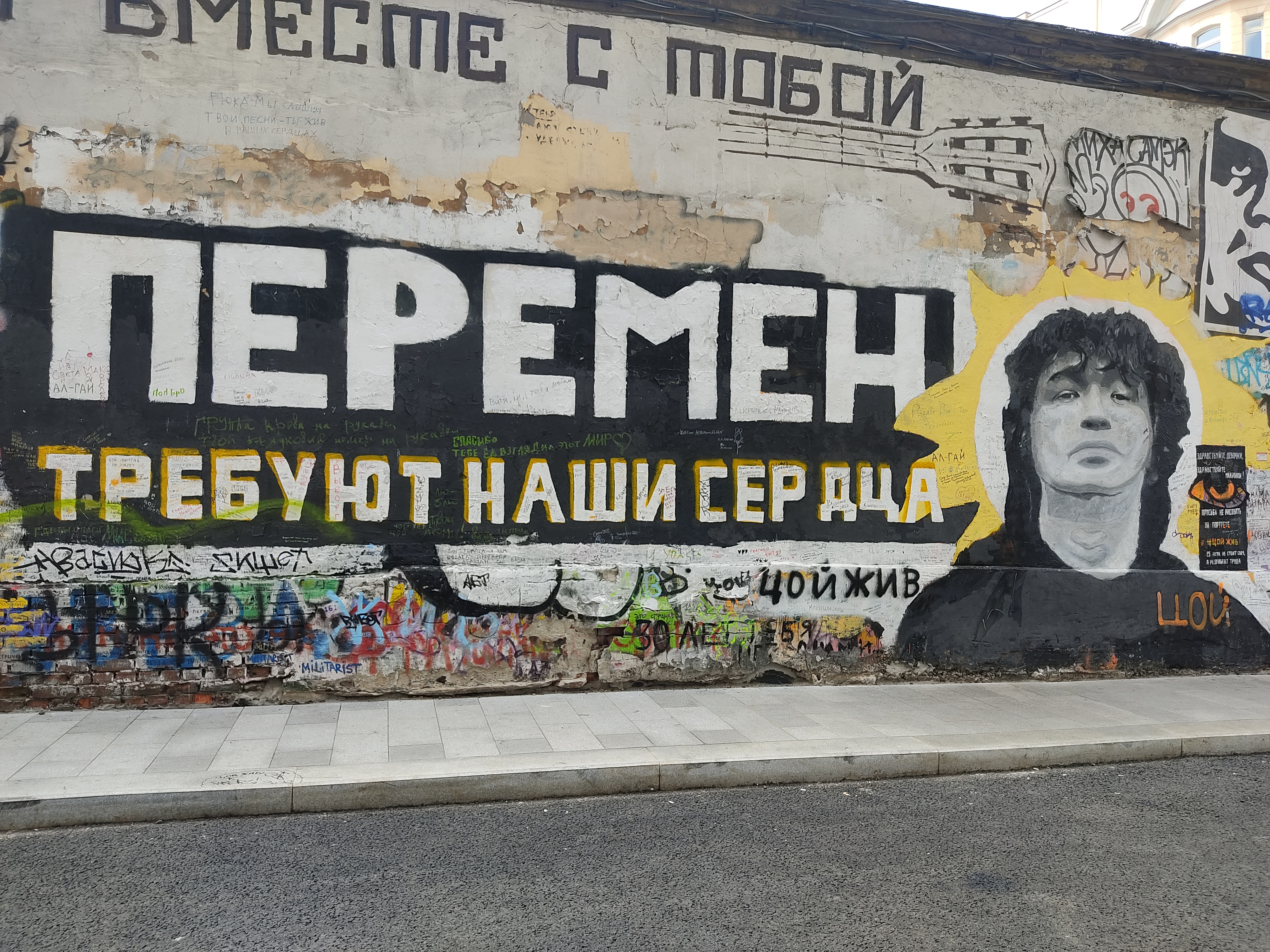
O Muro de Tsoi no Distrito de Arbat em Moscou

Retratos de Viktor Tsoi são exibidos hoje em muitos lugares da Rússia, desde grafites nas cercas de São Petersburgo até um muro inteiro dedicado a Viktor Tsoi em um beco da famosa Rua Arbat, em Moscou, onde os fãs ainda se reúnem para lembrar de seu herói. Outros Muros de Tsoi também podem ser encontrados em Minsk, Bielorrússia e em algumas regiões do Cazaquistão. Em 2000, algumas das maiores bandas de rock do país se reuniram e lançaram suas interpretações das melhores músicas de Kino como uma homenagem a Viktor Tsoi no que seria seu 38º aniversário. 
Em 2012, no que seria o 50º aniversário de Tsoi, os membros restantes do Kino se reuniram para gravar a música "Ataman" (em russo: Атаман), com seus vocais que foram recuperados de seu acidente de carro, mas nunca foram usados devido à baixa qualidade. O baterista Georgiy Guryanov morreu pouco depois, fazendo de "Ataman" a última música gravada pelo Kino e seus membros. 
Em 15 de agosto de 2020, foi comemorado o 30º aniversário da morte de Tsoi. Em memória de Tsoi, a Ponte do Palácio em São Petersburgo foi erguida ao som de suas canções. Fãs por todo o país comemoraram sua morte, especialmente em sua cidade natal, São Petersburgo, onde vários eventos e shows foram organizados, bem como no Muro de Tsoi, em Moscou. No dia anterior, um monumento de 4 metros de altura dedicado a Tsoi foi erguido em São Petersburgo em sua memória.  
A banda de rock sul-coreana YB fez um cover da música "Gruppa krovi" (em russo: Группа крови, em coreano: 혈액형) em seu álbum de 1999, Korean Rock Remade (em coreano: 한국 ROCK 다시 부르기). 
Viktor An, um patinador de velocidade em pista curta russo nascido na Coreia do Sul, escolheu seu nome russo "Viktor" em homenagem a Tsoi. 

## Na cultura popular
- Joanna Stingray comemorou-o em sua canção, "Tsoi Song". [41]
- Em 21 de junho de 2012, o Google comemorou o 50º aniversário de Tsoi com um Google Doodle que lembra o Muro de Tsoi. [42]
- Em 2015, a música "Kukushka" de Tsoi (em russo: Кукушка) foi regravada pela cantora russa Polina Gagarina para o filme Batalha por Sebastopol.
- No filme Leto de 2018, Tsoi foi interpretado por Teo Yoo. [43]
- Em 2018, um monumento a Tsoi foi erguido em Almati, Cazaquistão. [44]
- No videogame de 2019, Metro Exodus, várias músicas de Kino podem ser ouvidas no rádio durante segmentos ambientados em um trem viajando pela Rússia.
- No videogame de 2020, Cyberpunk 2077, grafites com os dizeres "цой жив" (Tsoi vive) podem ser encontrados em vários locais. [45]
- No jogo Grand Theft Auto IV, sua música Группа Крови pode ser ouvida na rádio FM Vladivostok do jogo. [46]